# Осівецька сільська рада
Осівецька сільська рада — колишня адміністративно-територіальна одиниця та орган місцевого самоврядування у Ставищенському і Брусилівському районах Малинської, Білоцерківської і Київської округ, Київської й Житомирської областей Української РСР та України з адміністративним центром у с. Осівці.

## Населені пункти
Сільській раді були підпорядковані населені пункти:
- с. Осівці.

## Населення
Відповідно до перепису населення СРСР, станом на 17 грудня 1926 року, чисельність населення ради становила 1 838 осіб, з них, за статтю: чоловіків — 907, жінок — 931; етнічний склад: українців — 1 816, поляків — 22. Кількість господарств — 409, з них неселянського типу — 1.
Станом на 5 грудня 2001 року, відповідно до перепису населення України, кількість мешканців сільської ради становила 684 особи.

## Склад ради
Рада складалася з 12 депутатів та голови.

### Керівний склад сільської ради
| ПІБ                      | Основні відомості                                                            | Дата обрання | Дата звільнення |
| ------------------------ | ---------------------------------------------------------------------------- | ------------ | --------------- |
| Снігурець Ольга Петрівна | Сільський голова 1967 року народження . освіта незакінчена вища, безпартійна | 04.11.2015   |                 |

Примітка: таблиця складена за даними джерела

## Історія
Створена 1923 року в с. Осівці Кочерівської волості Радомисльського повіту Київська губернія. Станом на 17 грудня 1926 року в підпорядкуванні значився хутір Гребельки.
Станом на 1 вересня 1946 року сільська рада входила до складу Брусилівського району Житомирської області, на обліку в раді перебувало с. Осівці.
Ліквідована 11 серпня 1954 року, відповідно до указу Президії Верховної ради Української РСР «Про укрупнення сільських рад по Житомирській області», територію ради та с. Осівці приєднано до складу Озерянської сільської ради Брусилівського району. Відновлена 21 червня 1991 року, відповідно до рішення Житомирської обласної ради «Про внесення змін в адміністративно-територіальний устрій окремих районів», у складі Брусилівського району Житомирської області.
Ліквідована 28 грудня 2016 року через об'єднання до складу Брусилівської селищної територіальної громади Брусилівського району Житомирської області.
Входила до складу Ставищенського (7.03.1923 р.) та Брусилівського (13.03.1925 р., 21.06.1991 р.) років.